# بور اوندور

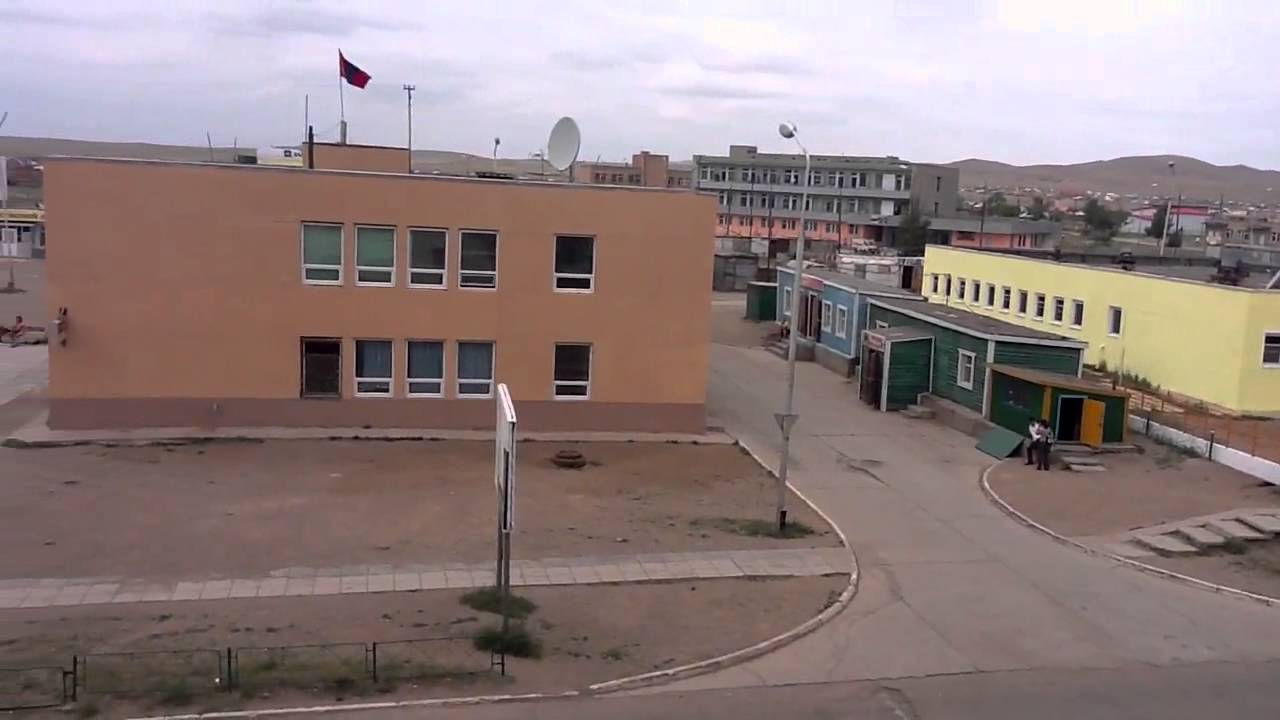
نمایی از بور اوندور شهری در استان خنتی، مغولستان - ۲۰۲۰

بور اوندور (به مغولی: ᠪᠣᠷᠣ ᠥᠨᠳᠥᠷ) (به سیرلیک:Бор-Өндөр) شهری در استان خنتی کشور مغولستان است که در سال ۱۹۹۷ میلادی دارای ۴٬۳۰۰ نفر جمعیت بوده و 
در سال ۲۰۰۸ با رشدی معادل +۳٫۵% (۲٬۴۹۶ نفر)، تعداد سکنه‌های آن به ۸٬۹۰۲ رسیده‌است.